# Putzfördertechnik
Die Putzfördertechnik umfasst Maschinen und Verfahren, die im Bauwesen zur Förderung, Verarbeitung und Anbringung von Putzmörtel auf Wand- und Deckenflächen dienen. In vielen industrialisierten Ländern hat das maschinelle Verputzen das traditionelle Anwerfen oder Aufziehen von Hand weitgehend verdrängt, da es nicht nur gleichmäßigere und qualitativ bessere Ergebnisse ermöglicht, sondern insbesondere auch kraftschonender und wirtschaftlicher ist.
Eine entscheidende Voraussetzung für den Einsatz der Putzfördertechnik ist die Verwendung maschinengängiger Putzmörtel. Meist kommt ein sogenannter Werkmörtel zum Einsatz. Dieser wird von Baustoffherstellern speziell auf die Anforderungen der Maschinentechnik abgestimmt, etwa durch eine optimierte Korngröße und die Zugabe von Zusatzmitteln, die das Ansteifen verzögern und die Haftung auf dem Putzgrund verbessern. Es kann jedoch auch Baustellenmörtel, also Mörtel der auf der Baustelle aus Gesteinskörnung und Bindemittel gemischt wird, verwendet werden.
Die im Folgenden beschriebenen Maschinen und Verfahren sind nicht nur für alle Arten von Putzmörtel geeignet, sondern ermöglichen auch das vollflächige Auftragen von Spachtelmassen im Trockenbau (Qualitätsstufe 4).

## Maschinen
Namhafte Hersteller für Maschinen im Bereich der Putzfördertechnik sind u. a. die Firmen Knauf PFT (ein Tochterunternehmen der Knauf Gruppe) mit Sitz in Iphofen, Putzmeister aus Aichtal, Uelzener aus Rüsselsheim, M-Tec mit Sitz in Neuenburg und die Deutsche Fördertechnik mit Sitz in Bautzen.
Folgende Maschinen können bei der Putzfördertechnik zum Einsatz kommen:
Förderanlage
Die Förderanlage dient dazu, den Trockenmörtel vom Vorratssilo mittels Druckluft durch Schläuche zur Mischpumpe zu fördern. Es werden Druckförderanlagen (bei Drucksilos) und Freifallförderanlagen (bei drucklosen Silos) unterschieden.
Mischpumpe
In der Mischpumpe (häufig auch Putzmaschine genannt) wird der ankommende Trockenmörtel in der Mischzone unter Zugabe von Wasser zu Frischmörtel in der gewünschten Konsistenz verarbeitet und anschließend kontinuierlich mit einem Schnecken- oder Kolbenpumpsystem weiter gepumpt.
Silomischpumpe
Bei der Silomischpumpe bilden das Vorratssilo und die Mischpumpe eine feste Einheit. Der Trockenmörtel gelangt vom Silo direkt in die Mischpumpe, wird dort unter Zugabe von Wasser zu Frischmörtel in der gewünschten Konsistenz verarbeitet und dann weiter gepumpt.
Förderpumpe
Mit Hilfe der Förderpumpe kann Frischmörtel kontinuierlich gepumpt werden.

## Verfahren
Bei der Putzfördertechnik lassen sich folgende Verfahren unterscheiden:
Putzen mit Förderanlage und Mischpumpe
Ein gängiges Verfahren bei mittleren und großen Baustellen ist das Aufbringen von Putzmörtel mit Hilfe einer Mischpumpe, die von einem Vorratssilo mittels Förderanlage beschickt wird. Hierbei gelangt der Trockenmörtel zunächst mittels Förderanlage vom Vorratssilo in die Mischpumpe. Dort wird der Trockenmörtel in der Mischzone unter Zugabe von Wasser zu Frischmörtel verarbeitet und anschließend zum handgeführten Spritzgerät gepumpt.
Putzen mit Mischpumpe
Bei kleineren Baustellen wird häufig auf die Verwendung eines Vorratssilos verzichtet und stattdessen die Putzmaschine mit Sackware beschickt. Dazu wird in Säcken verpackter Trockenmörtel direkt per Hand in den Aufgabetrichter an der Putzmaschine gegeben, dieser darin anschließen mit Wasser zu Frischmörtel verarbeitet und dann zum handgeführten Spritzgerät gepumpt.
Putzen mit Silomischpumpe
Ein weiteres Verfahren ist das Putzen mittels Silomischpumpe. Dabei wird der Trockenmörtel direkt unter dem Silo in der angebauten Mischpumpe zu Frischmörtel verarbeitet und weiter zum handgeführten Spritzgerät gepumpt. Dieser einfache Aufbau ist platzsparend, sehr effizient und erlaubt zudem hohe Förderweiten.
Putzen mit Förderpumpe
Der Frischmörtel wird (beispielsweise als Eimerware oder von einem Durchlaufmischer erzeugt) in den Einfülltrichter der Förderpumpe gegeben und darin zum handgeführten Spritzgerät gepumpt. Dieses Verfahren eignet sich insbesondere für kleinere Baustellen mit ggf. wechselnden Putzmörtelsorten.
Putzen mit Putzwerfer
Ein einfaches aber weit weniger leistungsfähiges Verfahren stellt das Aufbringen von Putz mittels Putzwerfer dar. Hierbei wird der bereits fertig verarbeitete Frischmörtel in einen Vorratstrichter am Putzwerfer gegeben und anschließend mittels Druckluft an die zu verputzende Fläche gespritzt.